# Bonfim do Arari
Bonfim do Arari é um distrito do município brasileiro de Arari, na Baixada Maranhense, estado do Maranhão. Fica localizado às margens do rio Mearim.
No início do século XIX, padres da Ordem do Carmo ergueram o Oratório do Senhor do Bonfim, tendo crescido um povoado em função e ao redor da Capela. 
Ao ser criado o município de Arari, em 1864, ficaram fazendo parte dele a sede, Arari, bem como os lugares “Barreiros”, Oratório do Senhor do Bomfim”, “Sitio”, “Curral da Igreja”, “Maciel Aranha”, “Tabocal”, “Vassoural”, “Carnaubal”, “Nova Austrália” (atual povoado de Flecheiras)”.
O desenvolvimento de Bonfim do Arari ficou mais evidente quando as povoações de Curral de Igreja e Sítio começaram a declinar, bem como após a sua elevação a distrito por força de lei.
Por meio da lei estadual nº 269, de 31 de dezembro de 1948, foi criado o distrito de Bonfim do Arari e anexado ao município de Arari. O município é composto de dois distritosː a sede e Bonfim do Arari, divisão territorial que permanece desde então. 
No passado, houve pequenas industrias de beneficiamento da cera da carnaúba, cujo ciclo econômico foi pujante na localidade, atraindo moradores para sua exploração.
Localizado na parte norte do município, algumas outras localidades do interior do distrito sãoː Barreiros, Tabocal, Mucura, Flexeira, Juncal, Curral da Igreja, Aranha, Boqueirão, Ilha Arara, Vila, Sítio, dentre outros.